# Adalbert Franz Maria Béla von Ujj
Adalbert Franz Maria Béla von Ujj (Viena, 2 de juliol, 1873 - idem. 1 de febrer, 1942), fou un compositor austríac.
Amb 7 anys d'edat va quedar cec, i llavors va estudiar a Viena amb J. Oppels en l'Institut per a cecs. A Baden, on va viure i treballava com a acompanyant de teatre sense sou, sota la mà de H. M. Wallner a Baden, va ser promocionat per Karl Komzák. Les seves operetes creades abans de la Primera Guerra Mundial també es van representar a Alemanya. Al voltant de 1909/10 va treballar en l'obra de teoria de la música "El contrapunt al segle XX". Els amics d'E. Tautenhayn, Ujj també va treballar com a arranjador.

## Obra (selecció)
- Der Herr Professor (Viena, 1903), Theatre an der Wien;
- Kaisermanöver, (Maniobres Imperials, Viena, 1905) Carltheater;
- Die kleine Prinzässi (La petita princesa, Viena 1907);
- Drei Stunden Leben (Tres hores de vida, Viena 1909) Apollo Theatre;
- Der Türmer von St. Stephan (El administrador de Sant Esteve, Viena, 1912) Intimate Theatre Vienna;
- Teresita, que va compondre amb motiu de valsos de Emile Waldteufel (Viena, 1914);
- Der Bauerfeind, òpera, (Baden de Viena, 1897);
- Der Müller und sein Kind, òpera, (Graz, 1907).
- Der Bauernfeind, 1897 Baden;
- François Villon, no representada;
- Der Müller u. sein Kind, 1907 Graz;
- Singspiel Die Stellvertreterin, 1898 Baden;
- farsa Der Dumme hat's Glück, 1910 Raimundtheater;
- radio singspiele (Der letzte Einspänner) 1931,
- estrena de Der Herr Bürgermeister  el 5 de setembre de 1936 Ràdio Viena);
- 2 bagatel·les per a quartet de corda, marxes, cançons, etc...